# Edesville
Edesville – jednostka osadnicza w Stanach Zjednoczonych, w stanie Maryland, w hrabstwie Kent.